# Rubén González
Rubén González y Fontanillis (Santa Clara, 26 de maio de 1919 — Havana, 8 de dezembro de 2003) foi um pianista cubano. 
Juntamente com Lílí Martínez e Peruchín, Rubén fez parte de um trio de pianistas que ajudaram a moldar e a revolucionar a música cubana, desenvolvendo o Mambo e misturando harmonias modernas de Jazz e improviso sincopado. 
Tendo estabelecido o seu próprio e distintivo estilo continuou a tocar com grandes orquestras e bandas pela América Latina (fora de Cuba). Em 1960 regressa a Havana para se juntar ao violinista e compositor Enrique Jorrín, o criador do chá-chá-chá.
Em 1979 os melhores músicos cubanos juntaram-se para as sessões de gravação “Estrellas de Areito” e Rubén González estava no grupo. Na década de 1980, após a morte de Enrique Jorrín, Rubén Gonzaléz tornou-se automaticamente o líder da orquestra mas desistiu pouco depois do cargo pois achou que era um peso muito grande.
Rubén González então, aposentou-se. Em 1996, com 77 anos, após estar 11 anos sem ter piano e de sofrer de artrite, é chamado por Juan de Marcos González para a gravação do disco “Afro-Cuban All Stars” que juntou grandes nomes da música cubana. Na semana seguinte Ry Cooder chega a Havana para a gravação do disco Buena Vista Social Club. Ouviu Rubén sentado ao piano dos estúdios Egrem a tocar durante horas, todo o tipo de ritmos e ficou extasiado.
A admiração de Ry Cooder pelo pianista fez com que no dois dias seguintes a gravação do Buena Vista Social Club, fosse gravado o primeiro álbum de Rubén a solo: “Introducing...Rubén González”. Todos os discos foram para a editora inglesa de World Music – World Circuit. Rubén via-se novamente a tocar profissionalmente. 
Em 2000, com 81 anos, Rubén gravou “Chanchullo”, um álbum cheio de vigor e criatividade.
Infelizmente a sua saúde deteriorou-se, e ele foi forçado a parar de tocar. Ficou o resto da sua vida com a família em Havana, e faleceu em 2003, devido ao seu problema de artrite.